# イスタンブール空港駅
イスタンブール空港駅（イスタンブールくうこうえき、トルコ語: İstanbul Havalimanı İstasyonu）はトルコのイスタンブールアルナヴトキョイ区にある、イスタンブール地下鉄M11号線の駅。

## 歴史
- 2023年1月22日 - M11号線の駅が開業[1][2]。

## 駅構造

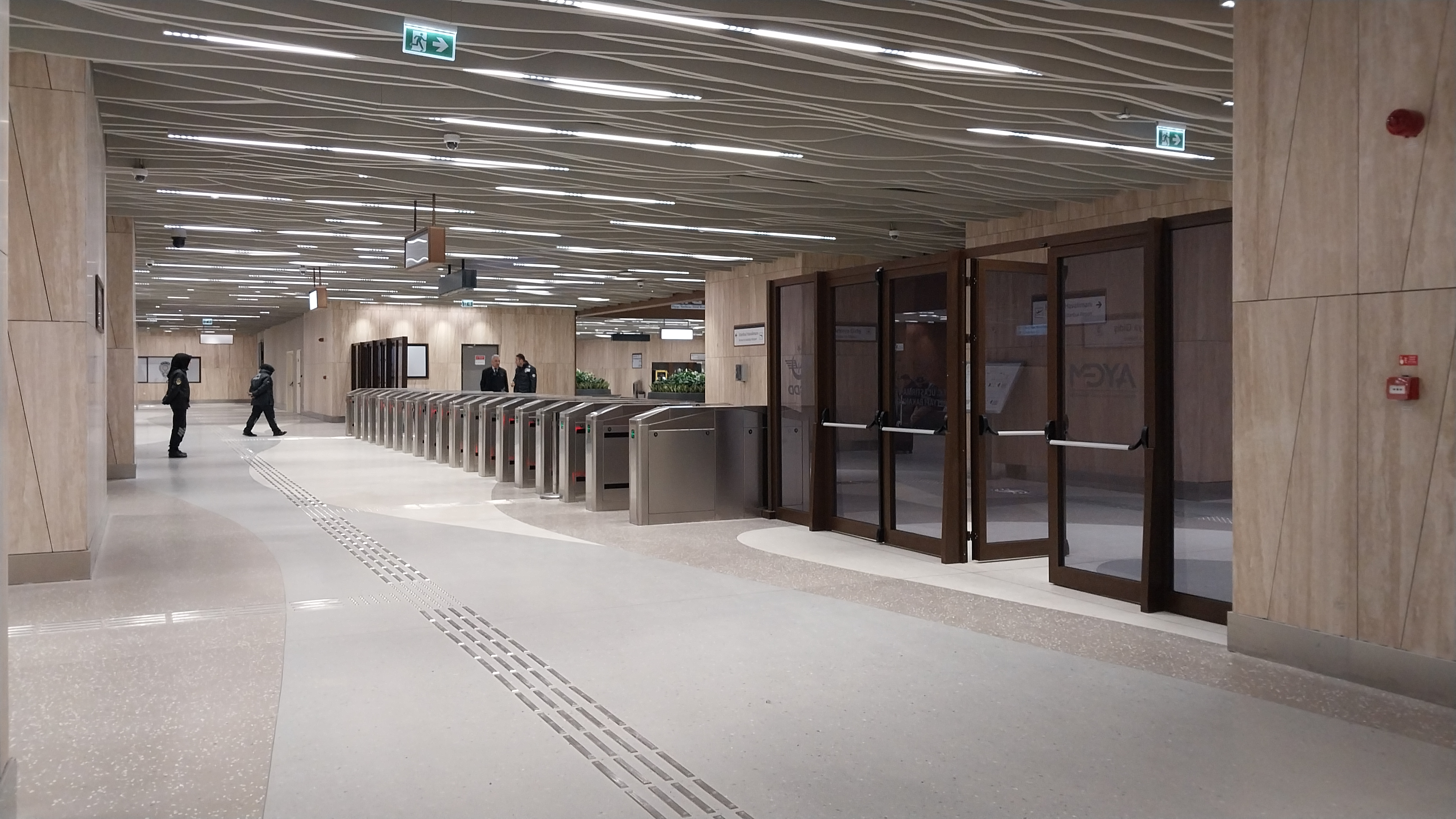
改札口

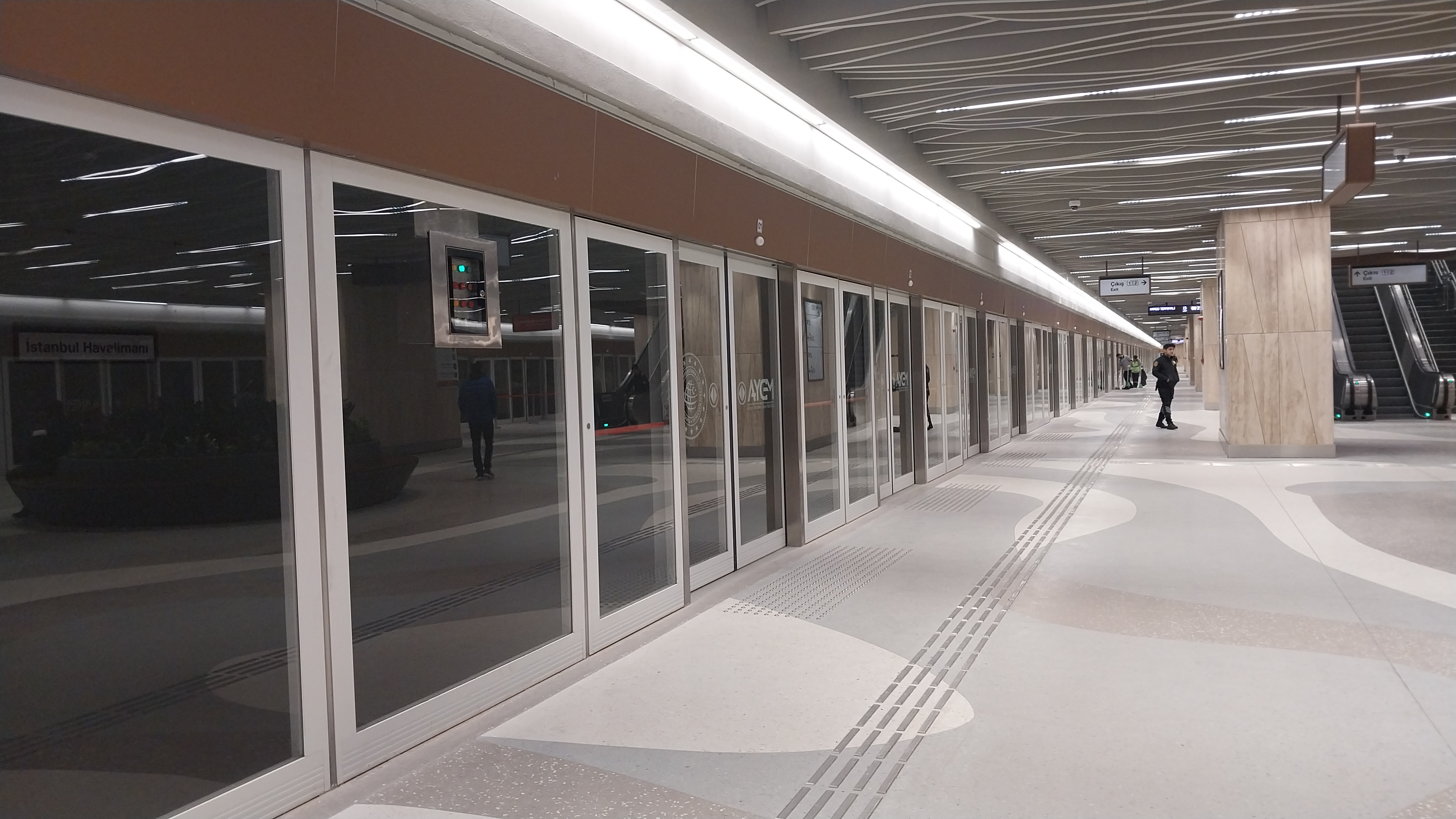
ホーム

地下駅。1階が空港直結ペデストリアンデッキ階、0階がコンコース階、-2階が改札階、-3階がホーム階となっている。ホームは島式1面2線構造で、ホームドアを装備する。

### のりば
| 貨物ターミナル ↑ \| ⇌ 1 2 ⇌ \| ↓ イフサニエ |      |         |                    |
| 1                                           | 南行 | M11号線 | キャウトハーネ方面 |
| 2                                           | 北行 | M11号線 | 貨物ターミナル行き |

## 駅周辺
- イスタンブール空港
- アリ・クスチュ・モスク

## 隣の駅
イスタンブール地下鉄
 M11号線
イフサニエ駅 - イスタンブール空港駅 - 貨物ターミナル駅